# سان فرانسيسكو سولانو (مدينة)
سان فرانسيسكو سولانو (بالإسبانية: San Francisco Solano)‏ هي منطقة سكنية تقع في الأرجنتين في Quilmes Partido. يقدر عدد سكانها بـ 81,707 نسمة وترتفع عن سطح البحر 12 متر.

## أعلام
- أغوستين ألميندرا